# Castelul Wawel

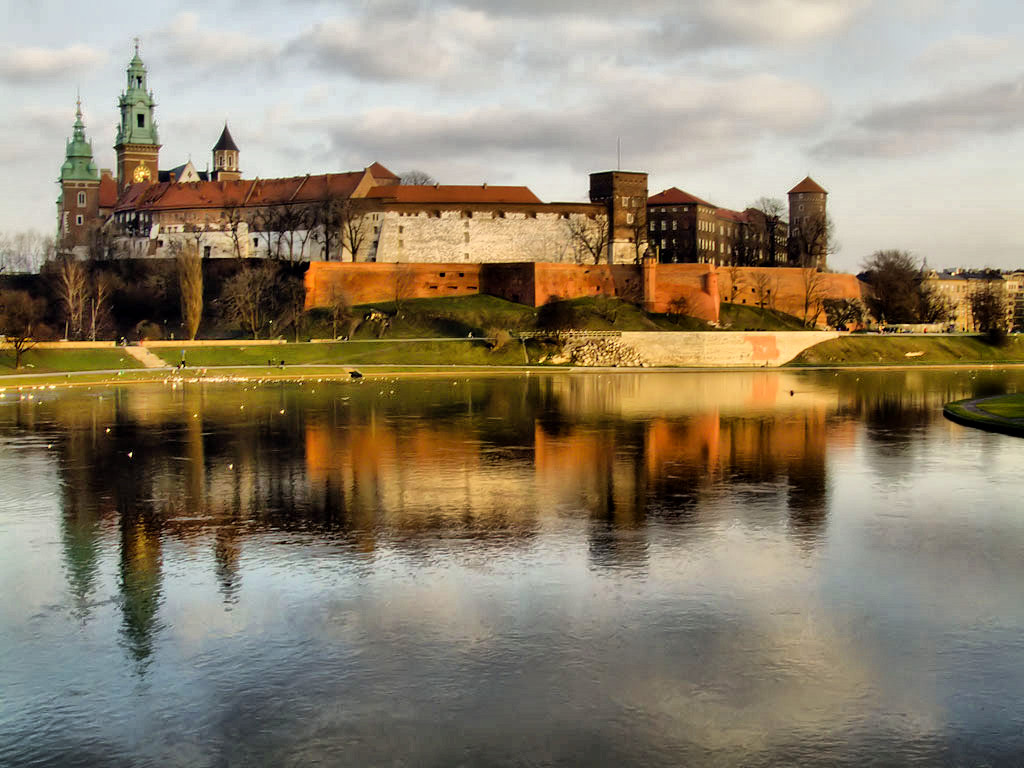
Castelul Wawel.

Castelul Wawel este o construcție în stil gotic din Cracovia, Polonia. El a fost construit după ordinul lui Cazimir al III-lea cel Mare, care a domnit de la 1333 până la 1370 și constă dintr-un număr de structuri situate în jurul curții centrale. În secolul al XIV-lea a fost reconstruit de către Jogaila și Hedviga de Anjou. În timpul domniei lor s-a ridicat turnul numit picior de găină (Kurza Stopka) și Turnul Danez. În camera Jadwiga și Jogaila, în care sabia Szczerbiec a fost folosită la ceremoniile de încoronare, este expusă astăzi și este un alt artefact din această perioadă. În această perioadă pe deal au fost dezvoltate și alte structuri, în calitate de a sluji ca cabine pentru numeroși clerici, funcționari regali și meșteșugari. Zidurile de apărare și turnurile, cum ar fi Jordanka, Lubranka, Sandomierska, Tęczyńska, Szlachecka, Złodziejska și Panieńska au fost ridicate în aceeași perioadă.

## Istorie

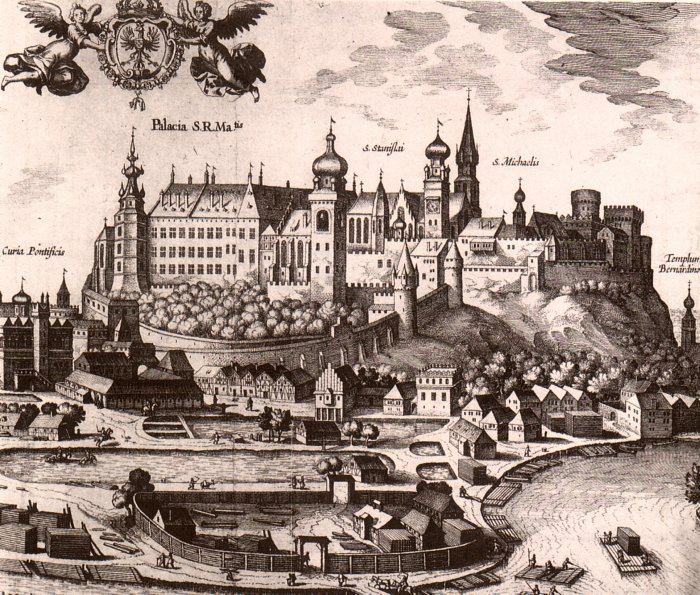
Castelul Wawel spre sfârșitul secolului al XVI-lea.

Oamenii au trăit pe Dealul Wawel în locul unde acum se află Castelul încă cincizeci de mii de ani în urmă, în epoca paleoliticului. Așezarea a fost aparent plină de viață datorită comerțului, meșteșugurilor asortate și agriculturei locale. Când mai multe persoane au început să se stabilească în josul dealului Wawel și când comerțul a devenit mai eficient, conducătorii Poloniei și-au stabilit reședința lor pe Deal.
La începutul anilor secolul al XVI-lea, Regele Sigismund I cel bătrân (poloneză Zygmunt I) și soția sa, i-au adus pe cei mai buni artiști autohtoni și străini, inclusiv arhitecți italieni, sculptori și decoratori germani pentru a renova castelul într-un splendid palat renascentist. Curând, a devenit un model de reședință impunătoare din Europa Centrală și de Est și a servit drept un model din întreaga regiune.
În timpul incendiului din anul 1595, partea de nord-est a castelului a ars. Regele Sigismund al III-lea Vasa a reconstruit-o, în ciuda eforturilor sale doar Scările Senatorilor și șemineu din Cameră Păsărilor au rămas până astăzi. În 1609 regele Sigismund a mutat capitala la Varșovia, și s-au început vremuri grele pentru Wawel. Atât castelul și alte clădiri au fost neglijate, în ciuda preocupărilor guvernatorilor locali. Invaziile suedeze din 1655-1657 și 1702 au contribuit la deteriorarea în continuare a castelului.
Dealul a fost ocupat de armata prusacă în 1794. Insignia Regală a fost furată și niciodată recuperată (în afară de Szczerbiec). După cea de-a treia împărțire a Poloniei (1795) Wawel, ca un important punct defensiv, a fost modernizat de către austrieci, cu ziduri de apărare. A fost modificat interiorul castelului și unele clădiri dărâmate. În a doua parte a secolului al XIX-lea, austriecii au reproiectat zidurile de apărare, făcându-le o parte din fortăreață. Cu toate acestea, în 1905 împăratul Franz Joseph al Austriei a dat un ordin ca trupele austriece să plece din Wawel. Lucrările de restaurare au început cu descoperirea Rotundei Fecioara Maria, precum și alte relicve ale trecutului. Renovarea dealului Wawel a fost finanțată de subscrierile publice.
După Primul Război Mondial, autoritățile din noul stat independent polonez, A Doua Republică Poloneză, au decis ca Castelul Wawel să devină o clădire reprezentativă a statului polonez și a fost folosită de către guvernatorul și mai târziu de către însuși președintele țării. În 1921 parlamentul polonez a adoptat o rezoluție, care i-a acordat lui Wawel statutul oficial de reședință a președintelui Poloniei. În urma ravagiilor războiului mondial, prin decret al Consiliului Național de Stat, Castelul Wawel a devenit muzeu național.

## Trezoreria coroanei și arsenalul

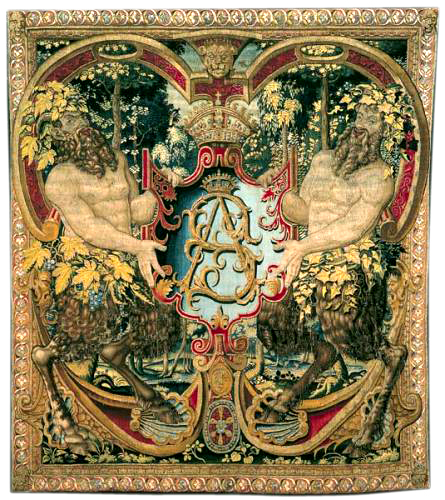
Tapiserii goblen, cum ar fi aceasta, cu monograma „SA” a regelui Sigismund al II-lea August al Poloniei, Bruxelles, cca. 1555, au făcut parte din celebrele tapeserii Arras, cunoscute și ca Tapiseriile din Wawel

Trezoreria Coroanei este situată în camerele istorice în stil gotic, fiind utilizată din secolul al XV-lea pentru încoronarea regilor polonezi. Printre Bijuteriile Coroanei, caracteristică obiectelor afișate de la fostul ministru de finanțe care au supraviețuit jafului, se numără suvenirurile monarhilor polonezi, inclusiv membrilor familiei lui și personaje eminente, cum ar fi pălăria și sabia dată lui Ioan Sobieski de papă după bătălia de la Viena, precum și sabia de încoronare Szczerbiec.

## Palatul
- Camere de paradă
- Apartamente Regale Private
- Expoziția „Wawelul Pierdut”
- Expoziția „Arta Orientală”
- Grădinele regale
- Smocza Jama